# Ljudski rad
Ljudski rad je svrsishodna i svesno organizovana delatnost ljudi, radi postizanja nekog korisnog efekta, kojim se može zadovoljiti određena vrsta pojedinačnih ili kolektivnih potreba.
Rad u apstraktnom smislu predstavlja utrošak ljudske radne snage; mozga, mišića, živaca, vremena da bi se postigao neki cilj, i kao takav predstavljao je sredstvo razmene (robe) od najranijih dana čovečanstva.

## Oblici rada
- Čisti fizički rad je samo jedna od podfunkcija proizvodnog procesa do kojeg je dovela društvena podela rada, danas praktično više i ne postoji po zemljama zapadne hemisfere, u kojima se i za najjednostavnije poslove ipak zahteva neko znanje za upotrebu alata i uređaja koji taj rad obavljaju.
- Grupni rad je termin za delovanje većeg broja ljudi u isto vreme i na istom mestu i na istom proizvodnom zadatku
- Individualni rad je rad čoveka pojedinca ili kao jedna od akcija nekog proizvodnog procesa.
- Kvalifikovani rad je termin za rad za koji je potrebno specifično školovanje i trening. Kvalifikovani radnici su puno produktivniji od nekvalifikovanih radnika (u istoj jedinici vremena), te su u principu bolje plaćeni.
- Prekovremeni rad je rad nakon uobičajenog radnog vremena, koje je po evropskim zemljama između 8 -9 sati
- Privredno-proizvodni rad je rad u realnom sektoru (industriji, poljoprivredi, šumarstvu, transportu, trgovini, ugostiteljstvu i zanatstvu) kao proces koji se odvija između čoveka i prirode

Rad i njegove nuspojave su predmet - medicine rada jedne posebne grane medicine - koja se bavi fiziologijom rada. Svaki oblik rada povezan je sa izvesnim trošenjem energije, kod teškog fizičkog rada čovek troši oko 3500 - 5 000 kalorija dnevno, ako uzima manje kalorija od toga, onda to dovodi do njegove iscrpljenosti i bolesti. Radna sposobnost je prosečno najveća između 3 - 5 decenije života.

### Prisilni rad
Osim ranije spomenutih vrsta rada nakon ukidanja robovlasničkog sistema po celom svetu je došlo do pojave prisilnog rada, za kojeg se može reći da ga je zamenio pa je zato po definiciji prisilni rad oblik ljudskog rada koji osobe vrše protiv svoje volje pod pretnjom kazne. Oblici tih kazni kojima se ljudi prisiljavaju na rad protiv njihove volje se kreću od prijetnji oduzimanja imovine, preko pretnji zatvora pa sve do pretnji ubistvom i nasiljem protiv članova porodice.
Sigurno najrašireniji oblik prisilnog rada u prvoj polovini
20. vijeka (i ranije) su bili radni logori koje su države organizirale tako da kroz prisilni rad osuđeni kriminalci otplaćuju svoj dug društvu. Najraniji oblik takve vrste prisilnog rada je bilo britansko slanje osuđenih kriminalaca u Australiju koji su gradnjom tamošnje kolonije isplatili svoje zločine prema britanskom društvu. Sveukupno njih 165.000 će biti tamo poslano između 1788. i 1868. godine, a vrhunac ovog britanskog sistema će biti dostignut 1875. godine kada 75% zatvorenika je prisiljeno na prisilni rad. U 20. vijeku dolazi do pada postotka zatvorenika koji u Zapadnoj evropi i SADu vrše prisilni rad pošto se počinje smatrati kako rad više nije "protivan volji zatvorenika" nego se koristi kao nagrada, odnosno zatvorenici koji u njemu učestvuju mogu očekivati snižavanje zatvorske kazne kao i minimalnu novčanu nagradu.
Do novog drastičnog porasta državnog prisilnog rada dolazi u 1920-ih i 1930-ih kada se prisilni rad zatvorenika počinje masovno koristiti u radnim logorima koji su preferirani u komunističkim državama (SSSR i potom Kina), a u manjoj mjeri počinje i rad u zatvorskim radionicama preferiran u zapadnim kapitalističkim državama u zamenu za ranije spomenutu minimalnu novčanu nagradu i smanjenje zatvorske kazne.
Arbeit Macht Frei (sh jezik:Rad oslobađa) natpis na ulazu u Koncentracioni logor Zahsenhauzen. Posebni, jedinstveni oblik prisilnog rada se pojavio tokom Drugog svjetskog rata kada su ga Japan i Nemačka koristile u svojim logorima. Procjenjuje se da je u njemu učestvovalo 50 miliona ljudi iz porobljenih država (samo za Japan procjena se kreće između 15 i 20 miliona) sa vrlo visokim stepenom smrtnosti, s obzirom da se postupanje sa zarobljenicima u praktičnim efektima dovodilo u ubojstvo zarobljenika kroz prisilni rad. Po završetku rata su, pak, njemački vojnici svojim prisilnim radom otplaćivali dug Njemačke državama pobednicama. U Zapadnoj Evropi su korišteni za rasčišćavanje minskih polja s smrtnošću (ili teškim ranjavanjem) od 2.000 ljudi mjkesečno samo na području Francuske. S druge strane u periodu od 15 godina (1945 - 1960) oko 200.000 Nijemaca je umrlo tokom prisilnog rada u SSSR (od bolesti, starosti, iscrpljenosti ili u likvidacijama).
Uz zakonski prisilni rad postoji i ilegalni prisilni rad. Sudionici te druge vrste prisilnog rada su osobe koje ga obavljaju pod prietnjom ili pritiskom kriminalnih grupa. U evropskoj javnosti najpoznatiji tip ovog rada je protuzakonita prisilna prostitucija, ali u svijetu su poznati i drugi oblici toga rada kao što je rad u polju veleposjednika dok se ne ispalati neki stvarni ili imaginarni dug što u Indiji zna trajati generacijama. Da bi se žrtve ovog rada natjeralo da ga obavljaju koristi se fizička sila ili pretnja ubojstva članova obitelji.